# Novîi Stavok, Arbuzînka
Novîi Stavok (în ucraineană Новий Ставок) este un sat în comuna Ahronomia din raionul Arbuzînka, regiunea Mîkolaiiv, Ucraina.

## Demografie
Componența lingvistică a localității Novîi Stavok
     Ucraineană (97,27%)
     Rusă (1,82%)
     Alte limbi (0,91%)
Conform recensământului din 2001, majoritatea populației localității Novîi Stavok era vorbitoare de ucraineană (97,27%), existând în minoritate și vorbitori de rusă (1,82%).